# Aiguilles du Diable
Aiguilles du Diable – szczyt w Masywie Mont Blanc, w grupie górskiej Mont Blanc. Leży we wschodniej Francji, w departamencie Górna Sabaudia.  Szczyt można zdobyć ze schronisk Refuge des Cosmiques (3613 m) po stronie francuskiej oraz Rifugio Torino (3322 m i 3375 m 2 budynki) po stronie włoskiej.
Szczyt ma 5 wierzchołków (skalnych turni):
- L'Isolée lub Pointe Blanchet (4114 m),
- Pointe Carmen (4109 m),
- La Médiane (4097 m),
- Pointe Chaubert (4074 m),
- Corne du Diable (4064 m).

Pierwszego wejścia dokonali A. Charlet i A. Ravanel 8 lipca 1925 r.